# Godetsch-Nunatak
Der Godetsch-Nunatak (bulgarisch Годечки нунатак Godetschki nunatak; englisch Godech Nunatak) ist ein 410 m hoher Nunatak auf der Livingston-Insel im Archipel der Südlichen Shetlandinseln. Er ragt 0,64 km westlich des Cherepish Ridge, 2 km östlich der Kukeri-Nunatakker und 4,2 km südöstlich des Atanasoff-Nunataks auf inmitten des Huron-Gletschers auf.
Bulgarische Wissenschaftler kartierten und benannten ihn zwischen 2004 und 2005 im Zuge der Vermessung der Tangra Mountains. Die bulgarische Kommission für Antarktische Geographische Namen benannte ihn 2005 nach der Stadt Godetsch im Westen Bulgariens.